# Очкасови
Очкасови (рос. Ачкасови) - старовинний руський рід, що виник у XVI-XVII століттях у період входження Мінська та Києва до складу Речі Посполитої (федеративної держави Королівства Польського та Великого князівства Литовського). Від Очкасових походить гілка російського дворянського роду Ачкасови із теренів Східної Слобожанщини.

### Походження прізвища
Прізвище найімовірніше походить від прізвиська, що виражався у витріщених очах його власника.  У статті Ю.І. Блажчук   "Семантика утворюючих основ прізвищ Уманщини XVII ст. (на матеріалі прізвищ козаків Уманського полку за даними "Реєстру всього Війська Запорізького...")  прізвище Очкасенко зазначене як прізвище, в основі якого відображені назви з характерними особливостями зовнішності людини.
Менш імовірною версією виглядає походження прізвища Очкас від угорського слова Ócskás (Учкаш) – статівник, гілочник. 
Крім того, існує гіпотеза тюркського походження: прізвище «Очкас/Очкасов» може мати тюркські корені, про що свідчить фонетика кореня «Оч» та суфікс «-кас», які зустрічаються в іменах і прізвиськах кочових народів, особливо якщо родоначальник прізвища мешкали на південно-східних кордонах Великого князівства Литовського та Російської держави, де були часті контакти зі степовими племенами. 

### Перші згадки
У записі від 4 квітня 1562 р. згадується Очкас, який служив гонцем при дворі великого князя литовського і польського короля Жигимонта Августа. Йому доручено було доставити наказ татарським хорунжим вирушати в Мстиславль під керівництвом маршалка дворного Александра Владикі для відбиття московського нападу. 
1595 р. — у справі Волонтея Очкаса Старинської волості Мінського воєводства. 
1596 р. — у «Десятня новиков всех городов Московской и Новгородской земли неслужилых и безпоместных» згадується Іван Кірєєв Очкасов із Мценська, який був «поверстан поместным окладом по государеву указу» . 
1600–1615 рр. — фіксуються в Могильові, Вітебську, Кузьміні, Чухиле Старому. 
1649 року — Левко Очкас (Черкаський полк), Семен Очкасенко (Уманський полк), Жадан Очкасенко (Миргородський полк) — у Реєстрі Війська Запорозького, підписаного гетьманом Богданом Хмельницьким і королем Речі Посполитої Яном II Казимиром.
1650–1660-ті рр. — поширення серед дрібної шляхти Смоленщини, мещан Київщини, селян Чернігівщини.
1650 р. — Гієронім (Єронім) Очкасов/Очкас згадується як цекварт у Іванівському стані Смоленського воєводства, володіє маєтком Кошкіно. 
1653 р. — Ян Очкас передає маєтки Могилівщини своєму сину Геронімові, а у 1669 р. — Геронім (спадкоємець Яна) набуває 7 волок у селі Хомкевичах Могилівської економії. 

### Дворянський рід Ачкасових
Поява початкової літери “А” пов’язана з процесами зросійщення прізвища після остаточного переходу Курських земель Східної Слобожанщини від Великого князівства Литовського до Московського царства.
Родоначальник курської дворянської гілки Ларіон Єрофеєв Ачкасов (згад. 1666) — «боярський син» з Мценська, служив рейтаром в городовій сотінній службі на Белгородській засічній лінії . Близько 1688 переселився в м. Курськ, де в 1697 служив рейтаром . Отримав помісний оклад: 400 четвертей землі, 17 рублів грошима, 30 четвертей землі у Мценську . 
Його син — Андрій Ларіонович (1664 - ?) рейтарської служби, разом з дружиною Тетяною проживали у Мценську, а пізніше переїхали на Курщину. Їхні спільні діти Юхим (1719 — ?), Євдоким (1713 — ?), Ганна (1711 — ?), Афанасій (1693/7 — ?) — «увійшли до подушного окладу і записані в однодворчому званні».
Гілка роду від Афанасія Андрійовича Ачкасова має вивчений поколінний розпис : він одружується з дочкою поміщика мценського повіту Феодосії Семенівни Мерцалової, їхній син Олександр (нар. 1732) служить драгуном в чині капрала. Спільні діти Олександра з Параскевой Петрівною Алтуховой: Іван (1751 — ?) і Володимир (1761 — ?) продовжують залишатися в однодворчому окладі і займаються розвитком родового маєтку діда — Нижня Гридина, поблизу села Немча у Курській губернії.
Олексій Іванович Ачкасов (1768 - ?), обер-офіцер, "п'ятидесятник" (1811) - одружений на дворянці Фіоні Степанівні Бредіхіній.
Семен Олексійович Ачкасов (1790 - ?), поміщик, Губернський секретар - одружений на дворянці Єфросинії Андріївні Малишевій. Його нащадки:
- Іван Семенович Ачкасов (1818 - ?), дворянин, служить у Фінляндському драгунському полку "За відмінність у справах проти французів і виявлену хоробрість на полях Східної Пруссії 4 серпня 1855 р. проведений в майори"[20].
- Олексій Семенович Ачкасов (1823 – 17.07.1881), підполковник, учасник кампаній 1854 року та Кримської війни, нагороди: орден Св. Анни III ст., орден Св. Станіслава III ст.
- Параскева Семенівна Ачкасова (1825/6 - 1870), дворянка, поміщиця, маєток хутір Хмелевий Колодязь, Тимський повіт, Курська губернія[21]. Мати 9 дітей, нащадків роду Тимофєєвих[22].
  - чоловік: Федір Васильович Тимофєєв (1810—1895), дворянин, капітан, герой Кримської війни (оборона Севастополя, III бастіон)[23].
  - син: Євгеній Федорович Тимофєєв, капітан 123-го піхотного Козловського полку, учасник «Східної кампанії». Через шлюб з Марією Михайлівної (полька, католичка, "викрадена наречена") отримує відставку та працює в земстві Обояні. Марія пережила його на 6 років, померла бл. 1921 р[23].
  - онука: Клавдія Євгенівна Тимофєєва (у шлюбі — Бархатова). Освіта: Курська Маріїнська жіноча гімназія (1905). Чоловік: Олександр Сергійович Бархатов, мещанин із Саратова, інженер-технолог (Харківський інститут). Овдовіла у роки Першої світової. 1916 — у Петербурзі арештована за «політичну справу», 9 місяців тюрми, звільнена після Лютневої революції. Під час НЕПу відкриває ресторани в Орлі, стає заможною, але пізніше позбавлена «виборчих прав» через дворянське походження[23].
  - онука: Алла Євгенівна Тимофєєва.  Дитинство провела в бабусиному маєтку Хмельовий Колодязь, Обоянський повіт. Дружина відомого економіста, радянського військового адміністратора, начальника управління Раднаркому РРФСР. Михайла Івановича Іванова (1894–1968). Син Володимир (1924–1925) — помер у дитинстві[23].
  - праонука: Зоя Михайлівна Іванова (1922–?). Донька Алли Євгенівни Тимофєєвої та Михайла Івановича Іванова. Провела дитинство в Обояні. Через ранню смерть матері виховувалась тіткою Клавдією з якою проживала у місті Орел. Після досягнення шкільного віку Зоя переїжджає до Москви до батька, якому як співробітнику Раднаркому виділяється житлоплоща біля Кремля поруч із службою. До школи вона ходить із дітьми службовців «наркоматів» - Мікояна, Фрунзе, Ворошилова та інших. Зоя вступає у 1940 р. і закінчує у 1948 році другий Московський державний медичний інститут та робить перші кроки в професії в Інституті організації охорони здоров'я та історії медицини ім. Н.А.Семашко[23]. У 1951 Зоя Михайлівна одружилась з Ворохановим Анатолієм Васильовичем (1921 р.н).[24]
  - прапраонука: у 1952 Зоя Михайлівна Іванова народила дочку Аллу Анатоліївну Вороханову [23], яку назвала на честь матері. Алла Анатоліївна – випускниця Московського педагогічного інституту ім. Крупської, Всеросійської Академії зовнішньої торгівлі, Вищої Комерційної школи при Міністерстві Торгівлі РФ, головний економіст у російській торговій компанії[24]. Заміжня за Крамар Володимиром Антоновичем (1951 р. н.).[24]
- Дмитро Семенович Ачкасов (1820-1881), дворянин, поміщик, с. Скорідне Курська губернія[25]
- Євдокія Семенівна Ачкасова[26]
- Семен Олексійович Ачкасов (22.04.1866 - 16.08.1918), дворянин, штабс-ротмістр, 7-го Драгунського Новоросійського полку на 1891 рік[27], а на 1917 рік - підполковник, пристав,  начальник 1-ї ділянки Міщанської частини московської; нагороди: орден Св. Станіслава ІІ ст.[28], орден Св. Анни ІІІ ст. [29]у відставці в чині полковника з 06.06.1917 року[30], а після 1917 року працював у приватній фірмі Перлова на Смоленському ринку прикажчиком у Москві, заарештований 16.07.1918 року і пізніше як «прихильник монархічного ладу» розстріляний[31].

### Переселенці в Оренбургську губернію
Указом Казенної палати Курської губернії 1827 р. частину роду переселили в Бузулуцький повіт Оренбурзької губернії. 
В Оренбурзьких ревізьких казках 1834 р. (10-а ревізія) та 1858 р. (11-а ревізія) вже можна знайти Ачкасових у складі переселених дворян/однодворців. При переселенні часто давали наділи землі (звичайно по 15–30 десятин на ревізьку душу).

### Топоніми-патроніми
Існують кілька населених пунктів з назвами, що походять від прізвища «Ачкасов» або «Очкас», що може свідчити про історичний зв'язок роду Ачкасових з даними територіями.
1. Ачкасово (Курська область, Росія) — присілок у Щигровському районі Курської області. Згідно з даними, населення складає 1 особу, і він входить до складу Касиновської сільради.
2. Ачкасова (Липецька область, Росія) —  присілок в Ізмалковському районі Липецької області.
3. Ачкасово (Тульська область, Росія) —  присілок в Чернському районі Тульської області.
4. Ачкасово (Московська область, Росія) — село у Воскресенському районі Московської області. В історичних джерелах згадується як «Очкасова-Коромишева» у 1577 році. З 1890 року відоме як «Ачкасово». Село має дворянське походження, і його історія пов'язана з родом Карамишевих.
5. Ачкасово (Ярославська область, Росія) — присілок в Даниловському районі Ярославської області.
6. Ачкасово (Краснодарський край, Росія) — присілок залізничного роз'їзду в Тихорєцькому районі Краснодарського краю. Розташований на двопутній магістралі Сальськ — Тихорєцька. Через роз'їзд проходять вантажні поїзди.